# School-Live!
School-Live! (がっこうぐらし！?, Gakkō gurashi!, lett. "Vita a scuola!") è un manga seinen scritto da Norimitsu Kaihō di Nitroplus e disegnato da Sadoru Chiba, serializzato sulla rivista Manga Time Kirara Forward di Hōbunsha dal numero di luglio 2012. Un adattamento anime, prodotto dallo studio Lerche, è stato trasmesso in Giappone tra il 9 luglio e il 24 settembre 2015.

## Trama
Yuki Takeya è una studentessa allegra del liceo Megurigaoka che fa parte del club "Viviamo a scuola" insieme alle sue amiche Kurumi Ebisuzawa, Yūri Wakasa e Miki Naoki. Mentre Yuki si diverte ogni giorno con le attività scolastiche, le altre ragazze passano il tempo a proteggerla dall'invasione di zombie che in realtà le ha rese le uniche sopravvissute della loro scuola.

## Personaggi

Da sinistra verso destra: Kurumi, Yuki, Miki e Yūri con il cagnolino Tarōmaru

Yuki Takeya (丈槍 由紀?, Takeya Yuki)
Doppiata da: Inori Minase
Kurumi Ebisuzawa (恵飛須沢 胡桃?, Ebisuzawa Kurumi)
Doppiata da: Ari Ozawa
Yūri Wakasa (若狭 悠里?, Wakasa Yūri)
Doppiata da: Mao Ichimichi
Miki Naoki (直樹 美紀?, Naoki Miki)
Doppiata da: Rie Takahashi
Megumi Sakura (佐倉 慈?, Sakura Megumi)
Doppiata da: Ai Kayano
Kei Shidō (祠堂 圭?, Shidō Kei)
Doppiata da: Juri Kimura
Tarōmaru (太郎丸?)
Doppiato da: Emiri Katō
Rū-chan (るーちゃん?)

## Media

### Manga
La serie, scritta da Norimitsu Kaihō e disegnata da Sadoru Chiba, è serializzata dal numero di luglio 2012 a quello di gennaio 2020 della rivista Manga Time Kirara Forward di Hōbunsha. Il primo volume tankōbon è stato pubblicato il 12 dicembre 2012 e al 10 gennaio 2020 ne sono stati messi in vendita in tutto dodici. In America del Nord i diritti sono stati acquistati da Yen Press. Un'antologia di manga disegnati da vari artisti, dal titolo Gakkō gurashi! Anthology comic "on" (がっこうぐらし! アンソロジーコミック 穏?, Gakkō gurashi! Ansorojī komikku on), è stata pubblicata sempre da Hōbunsha il 13 luglio 2015.
In Italia la serie principale viene pubblicata da RW Edizioni sotto l'etichetta Goen nella collana Horaa Collection dal 12 novembre 2021.

#### Volumi
| Nº | Data di prima pubblicazione | Data di prima pubblicazione | Data di prima pubblicazione | Data di prima pubblicazione |
| Nº | Giapponese                  | Giapponese                  | Italiano                    | Italiano                    |
| -- | --------------------------- | --------------------------- | --------------------------- | --------------------------- |
| 1  | 12 dicembre 2012            | ISBN 978-4-8322-4236-4      | 12 novembre 2021            | ISBN 978-88-9284-238-0      |
| 2  | 12 giugno 2013              | ISBN 978-4-8322-4309-5      | 17 dicembre 2021            | ISBN 978-88-9284-248-9      |
| 3  | 12 dicembre 2013            | ISBN 978-4-8322-4378-1      | 25 marzo 2022               | ISBN 978-88-9284-268-7      |
| 4  | 11 luglio 2014              | ISBN 978-4-8322-4462-7      | 8 aprile 2022               | ISBN 978-88-9284-394-3      |
| 5  | 12 marzo 2015               | ISBN 978-4-8322-4538-9      | 30 settembre 2022           | ISBN 978-88-9284-416-2      |
| 6  | 11 agosto 2015              | ISBN 978-4-8322-4603-4      | 14 ottobre 2022             | ISBN 978-88-9284-632-6      |
| 7  | 12 gennaio 2016             | ISBN 978-4-8322-4653-9      | —                           | ISBN 978-88-9284-618-0      |
| 8  | 10 agosto 2016              | ISBN 978-4-8322-4730-7      | —                           | ISBN 978-88-9284-459-9      |
| 9  | 11 marzo 2017               | ISBN 978-4-8322-4813-7      | —                           | ISBN 978-88-9284-489-6      |
| 10 | 12 giugno 2018              | ISBN 978-4-8322-4952-3      | —                           | ISBN 978-88-9284-506-0      |
| 11 | 12 gennaio 2019             | ISBN 978-4-8322-7057-2      | —                           | ISBN 978-88-9284-561-9      |
| 12 | 10 gennaio 2020             | ISBN 978-4-8322-7148-7      | —                           | ISBN 978-88-9284-576-3      |

### Anime
Annunciato il 24 giugno 2014 su Manga Time Kirara Forward, un adattamento anime, prodotto da Lerche e diretto da Masaomi Ando, è andato in onda dal 9 luglio al 24 settembre 2015. La sigla di apertura è Friend shitai (ふ・れ・ん・ど・し・た・い?, Furendo shitai, lett. "Voglio fare amicizia") delle Gakuen Seikatsu-bu (un gruppo formato dalle doppiatrici Inori Minase, Ari Ozawa, Mao Ichimichi e Rie Takahashi), mentre quelle di chiusura sono Harmonize Clover (ハーモナイズ・クローバー?, Hāmonaizu Kurōbā) di Maon Kurosaki per gli episodi 1–3, 5 e 9, We took each other's hand di Kaori Sawada per l'episodio 4 e Afterglow (アフターグロー?, Afutāgurō) di Kurosaki per gli episodi 6–8 e 10–11. In varie parti del mondo gli episodi sono stati trasmessi in streaming in simulcast, anche coi sottotitoli in lingua italiana, da Crunchyroll, mentre in America del Nord i diritti sono stati acquistati da Sentai Filmworks. Un drama-CD basato sulla serie è stato pubblicato al Comiket 88 il 14 agosto 2015.

#### Episodi
| Nº | Titolo italiano Giapponese 「Kanji」 - Rōmaji | In onda           | In onda |
| Nº | Titolo italiano Giapponese 「Kanji」 - Rōmaji | Giapponese        |         |
| 1  | Inizio 「はじまり」 - Hajimari                | 9 luglio 2015     |         |
| 2  | Ricordi 「おもいで」 - Omoide                 | 16 luglio 2015    |         |
| 3  | Quella volta 「あのとき」 - Ano toki          | 23 luglio 2015    |         |
| 4  | Escursione 「えんそく」 - Ensoku              | 30 luglio 2015    |         |
| 5  | Incontro 「であい」 - Deai                    | 6 agosto 2015     |         |
| 6  | Benvenuta 「ようこそ」 - Yōkoso               | 13 agosto 2015    |         |
| 7  | Una lettera 「おてがみ」 - Otegami            | 20 agosto 2015    |         |
| 8  | Futuro 「しょうらい」 - Shōrai                | 27 agosto 2015    |         |
| 9  | Vacanza 「きゅうじつ」 - Kyūjitsu             | 3 settembre 2015  |         |
| 10 | Un giorno di pioggia 「あめのひ」 - Ame no hi | 10 settembre 2015 |         |
| 11 | Cicatrice 「きずあと」 - Kizuato              | 17 settembre 2015 |         |
| 12 | Diploma 「そつぎょう」 - Sotsugyō             | 24 settembre 2015 |         |

### Altri media
Yuki è un personaggio di supporto in Nitroplus Blasterz: Heroines Infinite Duel, picchiaduro uscito a dicembre 2015.

## Accoglienza

### Manga
L'account Twitter ufficiale della rivista Manga Time Kirara di Hōbunsha ha annunciato che School-Live! ha raggiunto due milioni di copie vendute a marzo 2017. La versione inglese dei primi tre volumi è stata inclusa anche nell'elenco dei Great Graphic Novels for Teens del 2017 dell'American Library Association, e il quinto e il sesto volume sono stati inseriti nell'elenco del 2018. School-Live! è stato candidato per il Premio Seiun nella categoria Best Comic nel 2021.

### Anime
Il primo episodio dell'anime è stato ben accolto e ha aumentato di dieci volte le vendite del manga. Inoltre è stato visualizzato più di un milione di volte su Niconico.